# Cufundar cu cioc alb
Cufundarul cu cioc alb (Gavia adamsii) este o pasăre migratoare acvatică din familia gaviidelor, ordinul gaviiformelor, care cuibărește în regiunea arctică din Rusia, Alaska (SUA) și Canada și iernează pe mare în apropierea țărmului, în principal în largul coastelor vestice a Norvegiei, vestului Americii de Nord (de la sudul Alaskăi spre sud până în Insula Vancouver și nord-vestul statului Washington) și pe coasta estică a Asiei (Japonia, Coreea și China). Cuibărește în special în bălțile sau lacurile cu apă dulce din tundră, mai rar pe țărmurile arctice aflate la altitudine joasă, râuri și estuare, evită de obicei ținuturile împădurite. Populația globală este considerată că numără 16.000-32.000 de indivizi, din care 3.000-4.000 în Alaska, 20.000 în Canada și 8.000 în Rusia. Aparițiile accidentale sunt înregistrate rar pe teritoriul SUA și în mai multe țări din Europa. Pe 19 ianuarie 2018 ornitologul român József Szabó a identificat o apariție accidentală a acestui cufundar pe râul Olt. Este cel mai mare cufundar, având o lungime de 76-91 cm și o  greutate de 4050–6400 g; anvergură aripilor 137-152 cm. Sexele sunt asemănătoare. Adultul în penajul nupțial (primăvara și vara) are capul și gâtul negricioase cu un luciu purpuriu și albăstrui, pe porțiunea superioară a gâtlejului are un colier din 4-6 pete albe, iar pe laturile gâtului are un gulerul vădit din 10-12 linii paralele albe. Părțile superioare sunt negricioase, fiecare pană cu o pată albă mică, pe penele scapulare aceste pete formează rânduri mari de pătrate predominant albe; tectricele supraalare negricioase pătate cu alb, partea inferioară a aripii mai palidă; coada negricioasă. Partea inferioară a gâtului are linii longitudinale negre și albe, cele albe formează rânduri de pete mici pe laturi, porțiunea inferioară centrală a părții anterioare a gâtului și toată partea inferioară pur albe, cu excepția unui negru pe tectricele subcodale. Ciocul lung este galben deschis sau albicios de culoarea fildeșului; unghiul gonidial al ciocului (unghiul bărbiei) este pronunțat, maxila adesea dreaptă, prin urmare ciocul pare într-o oarecare măsură curbat în sus; când înoată, ține ciocul îndreptat în sus și această curbură se accentuează. Picioarele sunt cenușiu-brunii, cenușiu deschis pe jumătatea interioară. Irisul este roșu. Adultul în penajul postnupțial (toamna și iarna) are calota și ceafa brun-cenușiu închise, în jurul ochiului alb-cremoasă, părțile superioare sunt cenușiu-brunii, cu un desen vag de pătrate pe penele scapulare și cu pete albe pe tectricele alare; partea inferioară a gâtului brunie, formând un guler vag definit și cu întreruperi; bărbia, partea inferioară și anterioară a gâtului albicioase, partea centrală a pieptului și abdomenul albe. Subadultul iarnă este asemănător cu adultul în penajul postnupțial, dar nu are pete albe pe tectricele aripilor. Se hrănește mai ales cu pești, inclusiv cu zglăvoace, cod mic de Pacific și cod de Atlantic; dar consumă  și crustacee, moluște și viermi marini. Se cufundă adesea sub apă unde prinde peștii după o urmărire. Este o specie solitară. Cuibul format dintr-o grămadă de materii vegetale este construit lângă marginea apei, de obicei pe malul unui lac cu apă limpede, cu o vizibilitate bună a zonelor înconjurătoare. Reproducerea începe după topirea gheții, în principal la începutul lui iunie. Ponta constă din două ouă. Puii au puful brun închis, mai palid pe abdomen. Strigătele de contact și alarmă sunt puternice, urlătoare sau plângătoare, și se aud la o distanță de până la opt kilometri.

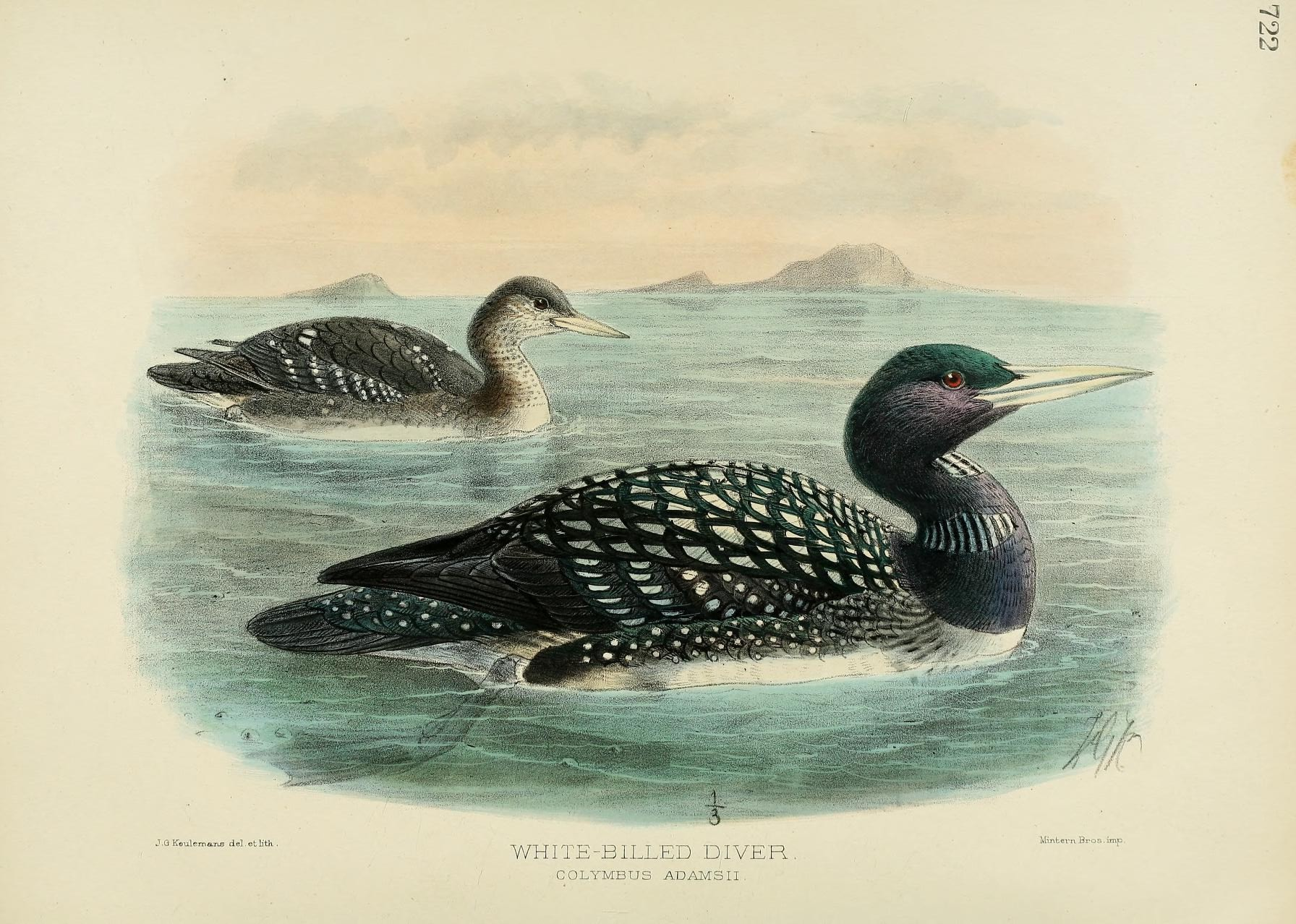
Cufundarul cu cioc alb după H. E. Dresser. În față pasărea adultă în penajul nupțial (vara), în spate pasărea adultă în penajul postnupțial (iarna).